# الفاراس
بلدية الفاراس (بالكاتالانية: Alfarràs) هي بلدية صغيرة تقع في مقاطعة قطلونيا في إسبانيا.

## السكان
| السنة      | 1900 | 1930 | 1950 | 1970 | 1986 | 2007 |
| ---------- | ---- | ---- | ---- | ---- | ---- | ---- |
| عدد السكان | 741  | 1541 | 1709 | 3126 | 3141 | 3228 |

## وصلات خارجية
- Official website
- Information - Generalitat de Catalunya
- Statistical information - Institut d'Estadística de Catalunya